# Mount Wrightson
Mount Wrightson ist mit einer Höhe von 2881 m der höchste Punkt im Bereich um Tucson im US-Bundesstaat Arizona.
Der Berg gehört zum Gebirge Santa Rita Mountains.